# Polymerizace metatezí s otevíráním kruhu
Polymerizace metatezí s otevíráním kruhu je řetězcová polymerizační reakce, při které zároveň probíhá metateze alkenů. Řídicí silou je zmenšení kruhového napětí u cyklických alkenů (například norbornenu nebo cyklopentenu). Použít se dají heterogenní i homogenní katalyzátory; v průmyslu jde převážně o heterogenní, zatímco v laboratořích převážně homogenní. Katalyzátory bývají založeny na přechodných kovech, například W, Mo, Re, Ru nebo Ti.

## Heterogenní katalyzátory

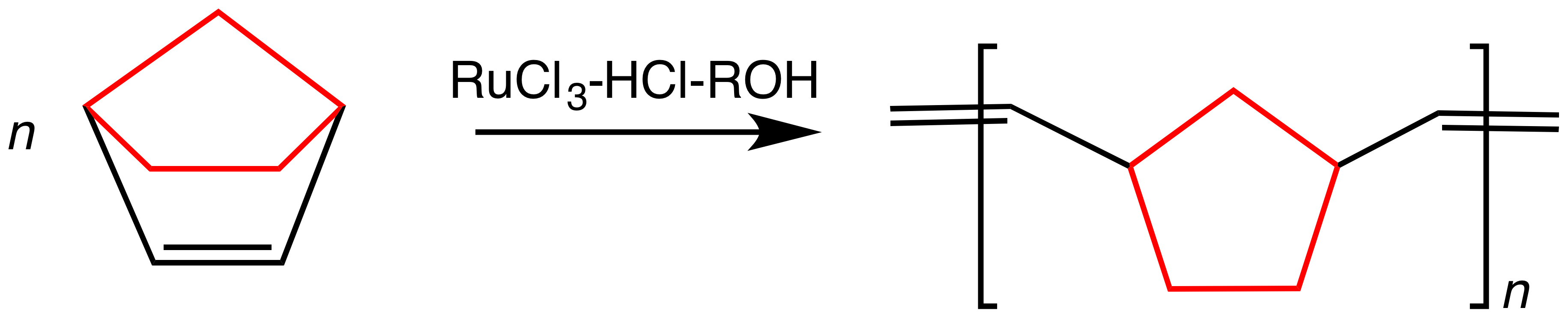
Polymerizace vytvářející polynorbornen. Podobně jako u většiny průmyslových metatezí alkenů není složení katalyzátoru jasně definováno.

Polymerizace cykloalkenů metatezemi s otevíráním kruhu jsou v průmyslu využívané od 70. let 20. století.
K polymerům vyráběný mm tímto způsobem je trans-polyoktenamer, vyráběný z cyklooktenu. Dalšími případy jsou polynorbornen a polydicyklopentadien, vznikající jako vedlejší produkt polymerizace norbornenu.
Polymerizace metatezí s otevíráním kruhu umožňují vytváření pravidelných polymerů (s pravidelným zastoupením dvojných vazeb). Vzniklé produkty mohou být částečně či úplně hydrogenovány, případně funkcionalizované.

## Homogenní katalyzátory
Nejběžnějšími homogenními katalyzátory polymerizací metatezí s otevíráním kruhu jsou Grubbsovy katalyzátory třetí generace (G3), které se vyznačují použitelností u širokého spektra funkčních skupin, stálostí na vzduchu a rychlou iniciací a propagací.
Rychlá iniciace při použití G3 způsobí, že reakce probíhá jako živá polymerizace a rozdíly molekulových hmotností polymeru jsou malé. Polymerizace metatezí s otevíráním kruhu jsou tak často využívané k tvorbě funkčních polymerů.
Tyto reakce se ukončují zpravidla ethylvinyletherem, za vzniku volného polymeru a neaktivního komplexu ruthenia s Fischerovým karbenem.

### Mechanismus
Mechanismus polymerizací metatezí s otevíráním kruhu je podobný jako u jiných metatezí alkenů. Iniciace probíhá vytvořením otevřeného koordinačního místa a propagace přes metalacyklobutany.